# Bayarban
Bayarban – gaun wikas samiti we wschodniej części Nepalu w strefie Kośi w dystrykcie Morang. Według nepalskiego spisu powszechnego z 2001 roku liczył on 4064 gospodarstw domowych i 20230 mieszkańców (10442 kobiet i 9788 mężczyzn).